# Castell d'Altafulla
El Castell d'Altafulla o Castell dels Montserrat és un palau castell del Tarragonès que data del 1059. «Entre els segles x i xi, el tram final del riu Gaià fou la zona més meridional de l'entramat de castells i fortificacions que, durant prop de dos-cents anys, van marcar els límits entre el comtat de Barcelona i els territoris que pertanyien a Al-Àndalus. Zona de guerra i de disputa, moltes d'aquestes fortificacions mil·lenàries han sobreviscut fins avui. De l'antic nucli d'Altafulla destaca el castell i les petites torres, portes i cases ennoblides de l'època d'esplendor en els segles xvii i xviii».

## Ubicació
És situat a la part més alta de la vila, just al costat de l'església parroquial de Sant Martí.

## Història
Sembla que l'Altafulla d'època feudal tindria el seu origen en la concessió d'una quadra dins els termes del castrum de Tamarit, i en dates molt properes a l'establiment de la quadra de Clarà l'any 1057. A partir d'aleshores i durant tot el segle xii es portà endavant la colonització del terme. Així, una de les primeres mencions documentals del castell d'Altafulla data del 13 de gener de l'any 1060, on figura esmentat com a afrontació territorial en la donació que els comtes de Barcelona Ramon Berenguer I i Almodis de la Marca, feren a Bernat Amat de Claramunt i a la seva muller Arsenda, del puig d'Ullastrell en propi alou; segons l'escriptura, l'esmentat puig limitava «a parte orientis in termino de castro Altafolla». Pocs anys després, el terme d'Altafulla és esmentat com a límit ponentí en les afrontacions territorials del puig anomenat Puigperdiguers (més endavant dit Montornès), el qual fou cedit el 1066 pels mateixos comtes de Barcelona a Ramon Transunyer i a la seva muller Rotlenda. Al Llibre Blanch de Santes Creus i altres escriptures referents al puig de Puigperdiguers o Montornès, datades els anys 1173, 1174 i 1179, citen el terme d'«Altafuya, Alta Folia o Altafoia» com a afrontació territorial. D'acord amb els documents, es pot afirmar que fou entre la segona meitat del segle xi i sobretot durant el segle xii que tingué lloc la colonització del terme.

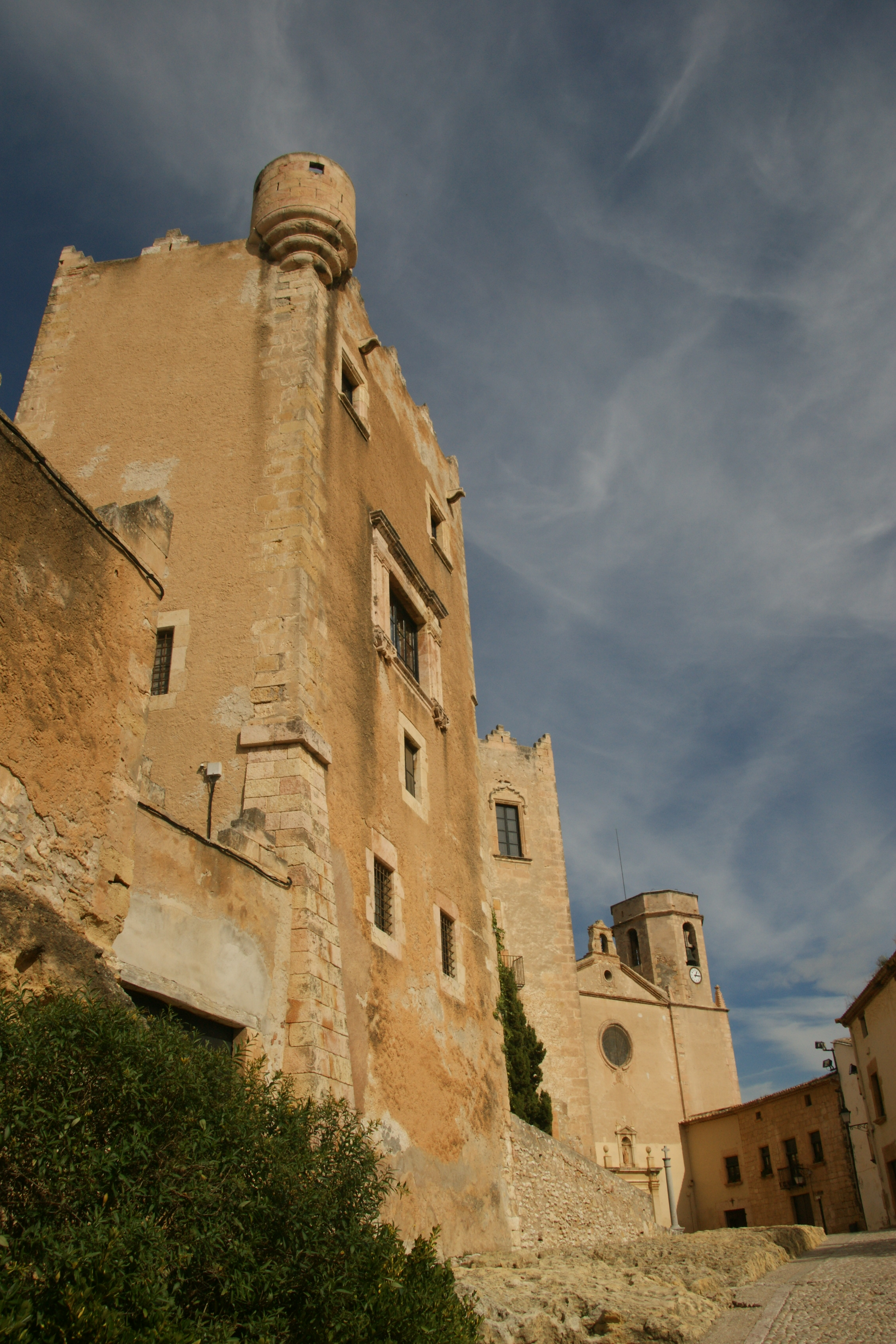
Castell d'Altafulla (octubre 2011)

Durant el segle xiii hi ha un gran silenci documental respecte al castell i terme d'Altafulla, i no serà fins al segle xiv que trobem noves dades. Altafulla fou alienada per la corona (Jaume II de Catalunya-Aragó) a la família Requesens. El 1337 consta com a senyor d'Altafulla, i de La Nou de Gaià, un Berenguer de Requesens -el mateix que apareix inscrit en el fogatjament del 1358 i en d'altres de posteriors-, que fou succeït per Lluís de Requesens. El llinatge dels Requesens, en ple apogeu al segle xv, continuà com a posseïdor d'Altafulla. Lluís de Requesens i de Cardona, fill de Bernat de Requesens i de Caterina de Cardona, pledejà amb la seva germana Mateua de Requesens per l'herència del lloc d'Altafulla i d'unes altres possessions; fallat el plet a favor d'ell, el 1472 vengué l'indret d'Altafulla, conjuntament amb la Nou, al seu cosí Pere de Castellet i de Requesens. Entrat el segle xvii, l'enllaç matrimonial de Violant de Castellet amb Lluís de Corbera-Santcliment feu que aquest lloc fos el nou llinatge que detingué la senyoria de la baronia d'Altafulla, a més de la Nou de Gaià, inclòs dins el terme. Un cop finat Lluís de Corbera l'any 1637, fou succeït per Josep de Corbera-Santcliment, el qual, entre el 1669 i el 1673, vengué el senyoriu d'Altafulla i la Nou a Francesc de Montserrat i Vives, castlà de Montbrió, baró de Rivelles i senyor del Morell, Tamarit i Botarell. Poc després, el 1681, el rei Carles l'hi concedí a l'esmentat Francesc de Montserrat el títol de marquès de Tamarit, els descendents del qual foren senyors d'Altafulla fins a l'extinció de les senyories.

## Arquitectura
És un gran edifici de planta poligonal irregular amb cossos sobresortints a les cantonades a manera de torres coronades per merlets, i diferents elements arquitectònics que li donen un aspecte de fortalesa. Al centre disposa d'un pati interior, intocat, la part alta del qual té una magnífica galeria renaixentista. En el seu estat actual és difícil entreveure si conserva elements arquitectònics d'època romànica, ja que la fàbrica ha sofert nombroses modificacions al llarg del temps, sobretot al segle xvii, moment en què es renovà la major part de la seva estructura.